# Lectura dramatitzada

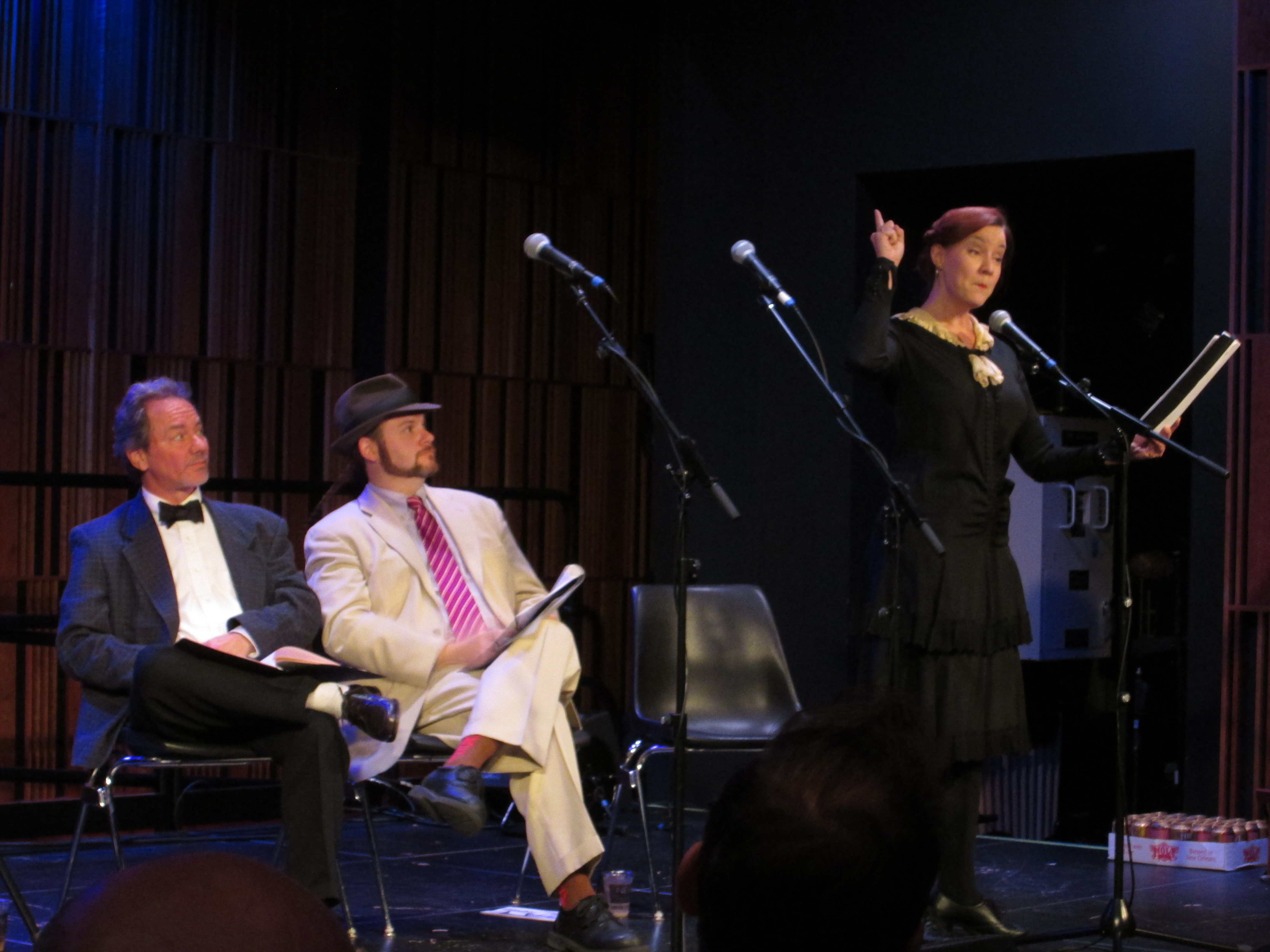
Lectura dramatitzada

Una lectura dramatitzada és un estadi d'interpretació intermedi entre la lectura d'un text i la seva representació escènica. El text pot ser un text teatral o no, per exemple cartes o poemes, i si hi ha personatges, aquests poden ser interpretats per persones respectives o també tots per aquesta.
Requereix menys temps de preparació i menys recursos que una obra teatral i, per tant, permet una resposta més ràpida i actual a esdeveniments socials, polítics i culturals. Així, de vegades es fa servir juntament o com a alternativa a debats, conferències, trobades, recitals literaris o concerts, per exemple. També pot ser una eina pedagògica a les escoles o de dinamització sociocultural a biblioteques.
També permet donar a conéixer el treball dels dramaturgs, d'una manera pública però deixant a l'espectador, i també a possibles directors, per exemple, la llibertat d'imaginar com faria la posada en escena. En general, quan es tracta d'un text teatral, l'objectiu final és fer un muntatge, però mentre no es pugui, per motius econòmics, polítics o d'altre tipus, es pot optar per fer-ne almenys la lectura dramatitzada.